# Bez tajemnic
Bez tajemnic – polski telewizyjny serial psychologiczny, emitowany przez telewizję HBO od 17 października 2011 do 13 grudnia 2013 roku. Wyprodukowano 115 odcinków o długości ok. 20–30 minut, podzielonych na trzy sezony. Głównym bohaterem jest uznany psychoterapeuta Andrzej Wolski (w tej roli Jerzy Radziwiłowicz), który stara się pomagać swoim pacjentom, a zarazem zmaga się z własnym, niełatwym życiem osobistym.

## Produkcja

### Okoliczności powstania i pierwowzór
Bez tajemnic jest pierwszym serialem wyprodukowanym przez polski oddział HBO, zaś jego premiera stanowiła kulminacyjny punkt obchodów 15-lecia obecności tego nadawcy w Polsce. Jest jedną z kilkunastu międzynarodowych wersji izraelskiego serialu Be-tipul, którego odcinki posłużyły za podstawę polskich scenariuszy do sezonów pierwszego i drugiego. W związku z tym, że izraelski pierwowzór nie doczekał się trzeciej odsłony, scenariusze polskiego trzeciego sezonu zostały zaadaptowane z wersji amerykańskiej (Terapia).
Polska wersja czerpie ze swoich oryginałów, izraelskiego i amerykańskiego, zarys wszystkich wątków fabularnych. Na tle innych zagranicznych wersji BeTipul posiada jednak wiele elementów stworzonych lokalnie w Polsce, przede wszystkim czołówkę, zrealizowaną przez studio Platige Image, i muzykę autorstwa Jacka Lachowicza (czołówka i sezon 1) oraz Mikołaja Stroińskiego (sezony 2 i 3).

### Konstrukcja
Serial wyróżnia się specyficzną konstrukcją fabularną, mającą odwzorowywać cykl pracy psychoterapeuty, będącego głównym bohaterem. W każdym sezonie widzowie śledzą terapię czterech pacjentów, którym przyporządkowane są dni od poniedziałku do czwartku. Są to umocowane fabularnie dni sesji terapeutycznych, jakie główny bohater odbywa z pacjentami, ale także dni emisji poświęconych danemu pacjentowi odcinków. Piątki zarezerwowane są na spotkania bohatera ze swoimi superwizorami.
W sezonie pierwszym serial miał dwójkę reżyserów (Annę Kazejak i Jacka Borcucha), którzy wspólnie pracowali nad wszystkimi wątkami. W sezonach 2 i 3 każdy dzień tygodnia ma przyporządkowanego stałego reżysera (w jednym przypadku duet reżyserski). Każdy z cotygodniowych wątków ma również własnego scenarzystę, przy czym nad całością polskiej adaptacji czuwał, jako główny scenarzysta, Przemysław Nowakowski.

### Lokalizacje
Serial został zrealizowany w całości w Warszawie, gdzie umiejscowiony jest również fabularnie. Głównym miejscem akcji jest pięć gabinetów terapeutycznych. Są to trzy gabinety należące do Andrzeja Wolskiego, który w każdym sezonie przyjmuje w innym miejscu, oraz gabinety jego superwizorów: Barbary (sezony 1-2) i Tomasza (sezon 3). Głównym atelier była Wytwórnia Filmów Dokumentalnych i Fabularnych (WFDiF) przy ulicy Chełmskiej, gdzie w hali zdjęciowej stworzono wszystkie gabinety Andrzeja oraz gabinet Barbary. Z kolei gabinet Tomasza, wyróżniający się sterylną bielą i dużymi oknami wychodzącymi do wnętrza budynku, został zaaranżowany w pomieszczeniach wynajętych od Ministerstwa Edukacji Narodowej.
Zgodnie z fabułą, pierwszy gabinet Andrzeja znajduje się w jego willi w Aninie, gdzie mieszka z żoną i dziećmi. W drugim sezonie rozwiedziony terapeuta przenosi się do mieszkania w centrum Warszawy, położonym (co sugeruje widok z okna i sceny plenerowe sprzed gabinetu) w okolicach Mostu Poniatowskiego, najpewniej na Solcu. W trzecim sezonie Andrzej przyjmuje w nowoczesnym biurowcu, gdzie jedno z pięter wynajmuje kierowany przez niego ośrodek. Budynek ten został „zagrany” przez Centrum Chopinowskie przy ul. Tamka, którego wystrój wnętrz posłużył też za wzór przy tworzeniu scenografii studyjnej.

## Opis fabuły i obsada

### Sezon pierwszy
W pierwszej odsłonie serialu, liczącej dziewięć tygodni (45 odcinków), Andrzej mieszka ze swoją żoną i trójką dzieci w willowej części Warszawy, zaś pacjentów przyjmuje w wydzielonej części domu. Wątkiem przewodnim sezonu, jeśli chodzi o życie terapeuty, jest bardzo poważny kryzys w jego małżeństwie, wywołany po części romansem jego żony, a po części uczuciem samego Andrzeja do atrakcyjnej i znacznie młodszej pacjentki. Problemy rodziców przenoszą się także na dzieci, które na swój sposób starają się walczyć o przetrwanie rodziny.

#### Układ tygodnia
| dzień        | osoba i aktor                                   | reżyseria                  | scenariusz            |
| ------------ | ----------------------------------------------- | -------------------------- | --------------------- |
| poniedziałek | Weronika (Małgorzata Bela)                      | Anna Kazejak Jacek Borcuch | Ewa Popiołek          |
| wtorek       | Szymon (Marcin Dorociński)                      | Anna Kazejak Jacek Borcuch | Marek Kreutz          |
| środa        | Zosia (Aleksandra Kusio)                        | Anna Kazejak Jacek Borcuch | Joanna Pawluśkiewicz  |
| czwartek     | Anita i Jacek (Ilona Ostrowska i Łukasz Simlat) | Anna Kazejak Jacek Borcuch | Maria Wojtyszko       |
| piątek       | Barbara (Krystyna Janda)                        | Anna Kazejak Jacek Borcuch | Przemysław Nowakowski |

#### Główni bohaterowie sezonu
- Weronika Kasprzyk – młoda i bardzo atrakcyjna lekarka, która jest pacjentką Wolskiego już od roku. Zakochuje się w swoim terapeucie, co wywołuje u niego rozdarcie między surowymi zasadami etyki zawodowej a własnymi uczuciami.
- Szymon Kowalczyk – oficer wojsk specjalnych służący na misji w Afganistanie, który trafia na terapię po tym, jak w czasie omyłkowego ostrzału zabija grupę cywilów
- Zosia Werner – nastolatka skierowana na terapię przez sąd po nieudanej próbie samobójczej. Jest obiecującą młodą skrzypaczką, która nie cierpi wychowującej jej matki, za to idealizuje mieszkającego osobno ojca.
- Anita i Jacek Skotniccy – małżeństwo z dziesięcioletnim stażem, które odbywa u Andrzeja terapię mającą poprawić jakość ich związku, nacechowanego wzajemnymi pretensjami i słowną agresją. Ich terapia wchodzi w nową fazę, gdy okazuje się, że Anita jest w ciąży, którą chce usunąć, na co jednak kategorycznie nie zgadza się jej mąż.
- Barbara Lewicka-Lukas – terapeutka, podobnie jak Andrzej należąca do elity tego zawodu, od śmierci męża przebywająca na dobrowolnej emeryturze i oddająca się pracy pisarskiej. Pełni rolę superwizorki i terapeutki Andrzeja, ale zarazem jest jego wieloletnią przyjaciółką, zaś dawne wydarzenia często odciskają piętno również na ich obecnej relacji.

#### Pozostałe postacie i aktorzy
- Anna Radwan jako Beata, żona Andrzeja
- Mateusz Kościukiewicz jako Janek, starszy syn Andrzeja
- Julia Rosnowska jako Hania, córka Andrzeja
- Jakub Jankiewicz jako Maks, młodszy syn Andrzeja
- Magdalena Czerwińska jako Iwona, żona Szymona
- Jerzy Kamas jako Bogdan, ojciec Szymona
- Ireneusz Czop jako Daniel, szwagier Szymona
- Urszula Grabowska jako Magda, matka Zosi
- Andrzej Chyra jako Tomasz, ojciec Zosi
- Mariusz Drężek jako Marcin, nauczyciel i przyjaciel Zosi

### Sezon drugi
Drugi sezon, liczący siedem tygodni (35 odcinków), rozgrywa się rok po pierwszej odsłonie. Andrzej jest już rozwiedziony, mieszka i pracuje w mieszkaniu w centrum Warszawy. Czasem odwiedzają go dzieci, ale generalnie poza sesjami z pacjentami wiedzie dość samotny żywot. Cieniem na jego karierze kładą są śledztwo prokuratorskie i postępowanie dyscyplinarne samorządu zawodowego, będące efektem oskarżeń rodziny jednego z pacjentów, iż nieudana terapia doprowadziła ich bliskiego do samobójstwa. Na koniec sezonu Andrzej zostaje oczyszczony z zarzutów, ale wskutek narastającego wypalenia zawodowego postanawia przerwać praktykę i wyjechać za granicę.

#### Układ tygodnia
| dzień        | osoba i aktor                | reżyseria     | scenariusz                 |
| ------------ | ---------------------------- | ------------- | -------------------------- |
| poniedziałek | Natalia (Magdalena Cielecka) | Anna Kazejak  | Joanna Szymczyk-Sienkiewcz |
| wtorek       | Antek (Stanisław Cywka)      | Marek Lechki  | Ewa Popiołek               |
| środa        | Gustaw (Janusz Gajos)        | Anna Kazejak  | Przemysław Nowakowski      |
| czwartek     | Marta (Julia Kijowska)       | Jacek Borcuch | Joanna Pawluśkiewicz       |
| piątek       | Barbara (Krystyna Janda)     | Jacek Borcuch | Magda Fertacz              |

#### Główni bohaterowie sezonu
- Natalia Samer – czterdziestoletnia prawniczka, która 16 lat temu była już pacjentką Andrzeja, a teraz wraca do niego na terapię, pomimo pewnych urazów, jakie do niego czuje. Bardzo cierpi z powodu niemożności wejścia w trwały związek i posiadania dziecka.
- Antek Skotnicki – uczeń szkoły podstawowej, syn pary bohaterów z pierwszego sezonu, która mimo terapii postanowiła się rozstać. Antek bardzo przeżywa rozdarcie między mieszkającymi osobno rodzicami, którzy sami mają kłopot z przeżyciem własnego kryzysu i ułożeniem sobie życia na nowo.
- Gustaw Staroń – zbliżający się do emerytury dyrektor dużej firmy budowlanej, który trafia do Andrzeja z zespołem lęku napadowego, spowodowanym, jak początkowo sądzi, trudną sytuacją w pracy
- Marta Lorenz – studentka Akademii Sztuk Pięknych w Warszawie, u której zdiagnozowano nowotwór. Marta nie chce się jednak leczyć ani nawet powiedzieć o chorobie swoim najbliższym.
- Barbara Lewicka-Lukas – w tym sezonie Barbara znów aktywnie prowadzi terapię, zaś jedną z jej pacjentek jest pierwsza miłość Andrzeja z lat nastoletnich. Jej praca z Andrzejem koncentruje się tym razem na rozliczeniach z jego młodością, zwłaszcza relacjach z rodzicami, a także na wypaleniu zawodowym, jakiego doświadcza.

#### Pozostałe postacie i aktorzy
- Mateusz Kościukiewicz jako Janek, starszy syn Andrzeja
- Julia Rosnowska jako Hania, córka Andrzeja
- Danuta Stenka jako Maria, pacjentka Barbary i dawna miłość Andrzeja
- Ryszard Ronczewski jako ojciec Andrzeja
- Ilona Ostrowska jako Anita, matka Antka
- Łukasz Simlat jako Jacek, ojciec Antka
- Agnieszka Żulewska jako Olga, córka Gustawa
- Jerzy Kamas jako ojciec Szymona, pacjenta z sezonu 1
- Michał Żurawski jako Kuba, przyjaciel Natalii i prawnik Andrzeja
- Katarzyna Zawadzka jako młoda terapeutka wynajmująca mieszkanie od Andrzeja
- Aleksandra Kisio, Alina Czyżewska, Maciej Stuhr i Tomasz Radawiec jako pacjenci Andrzeja pokazani epizodycznie

### Sezon trzeci
Podobnie jak poprzednim razem, w sezonie 3 zrealizowano siedem tygodni emisji i zarazem terapii (35 odcinków), zaś akcja dzieje się rok po wydarzeniach z sezonu drugiego. Andrzej spędził ten czas w Wiedniu, w mieszkaniu odziedziczonym po zmarłym ojcu, ale teraz wraca do Polski, aby z rekomendacji Barbary zostać dyrektorem renomowanego Centrum Psychoterapii „Kronos” w Warszawie. Oprócz kierowania placówką przyjmuje też pacjentów. W życiu osobistym zmaga się z niełatwymi relacjami z najmłodszym synem, który nie chce mieszkać z byłą żoną terapeuty i jej nowym partnerem, więc wprowadza się do ojca. Andrzej musi też podjąć decyzje w sprawie dalszych losów swej relacji z kobietą, którą poznał w Wiedniu.

#### Układ tygodnia
| dzień        | osoba i aktor                    | reżyseria                        | scenariusz                                |
| ------------ | -------------------------------- | -------------------------------- | ----------------------------------------- |
| poniedziałek | Jeremi (Adrian Zaremba)          | Wojtek Smarzowski                | Magda Fertacz                             |
| wtorek       | Janina (Stanisława Celińska)     | Agnieszka Glińska                | Joanna Pawluśkiewicz                      |
| środa        | Małgorzata (Magdalena Popławska) | Marek Lechki                     | Joanna Szymczyk-Sienkiewicz               |
| czwartek     | Konrad (Piotr Głowacki)          | Bartosz Konopka                  | Przemysław Nowakowski                     |
| piątek       | Tomasz (Maciej Stuhr)            | Agnieszka Holland / Kasia Adamik | Jarosław Kamiński i Przemysław Nowakowski |

#### Główni bohaterowie sezonu
- Jeremi Krawczyk – siedemnastolatek będący w głębokim życiowym kryzysie, związanym z faktem, iż był wychowywany przez rodziców adopcyjnych, a teraz ma szansę na kontakt z biologicznym ojcem i matką. Dodatkowo zmaga się z własną homoseksualnością, której nie akceptują jego bliscy.
- Janina Ptak – emerytka z podkrakowskiej wsi, którą córka wzięła do siebie do Warszawy, jednak ich relacje szybko stają się nie do wytrzymania. Początkowo bardzo sceptyczna wobec terapii, stopniowo przepracowuje na niej całe swoje życie.
- Małgorzata Lasota – trzydziestoparoletnia dziennikarka muzyczna z zaburzeniem osobowości typu borderline, które bardzo negatywnie wpływa na całe jej życie, a zwłaszcza na relacje z mężem.
- Konrad Saliga – katolicki ksiądz po czterdziestce, proboszcz parafii w Otrębusach pod Warszawą, który zakochuje się w miejscowej nauczycielce, mającej już dziecko z poprzedniego związku. Musi zmierzyć się z wyborem między kapłaństwem a rolą męża i ojca.
- Tomasz – terapeuta młodszego pokolenia, były pacjent Andrzeja (epizodyczny występ w sezonie 2), którego ten za radą Barbary czyni swoim nowym superwizorem. Szybko forma ich sesji zmienia się z superwizji w regularną terapię, w której Andrzej mierzy się z własnymi trudnościami w budowaniu bliskich relacji z innymi osobami.

#### Pozostałe postacie i aktorzy
- Marek Moryc jako Maks, młodszy syn Andrzeja
- Anna Radwan jako Beata, była żona Andrzeja
- Przemysław Sadowski jako Paweł, nowy partner Beaty
- Agata Kulesza jako Iwona, przyjaciółka Andrzeja z Wiednia
- Kinga Preis jako Magda, córka Janiny
- Grzegorz Małecki jako Rafał, nieformalny zięć Janiny
- Marta Nieradkiewicz jako Ewa, partnerka Konrada
- Izabela Dąbrowska jako Krystyna, adopcyjna matka Jeremiego
- Wojciech Skibiński jako Marian, adopcyjny ojciec Jeremiego
- Karolina Porcari jako Aleksandra, biologiczna matka Jeremiego
- Mariusz Zaniewski jako Maurycy, biologiczny ojciec Jeremiego
- Piotr Bondyra jako Michał, były chłopak Jeremiego
- Rafał Maćkowiak jako Krzysztof, mąż Małgorzaty
- Karolina Kominek jako Dagmara, pacjentka Tomasza
- Katarzyna Z. Michalska jako Ela, recepcjonistka w ośrodku terapeutycznym
- Andrzej Deskur jako ksiądz Artur, znajomy Konrada z seminarium

## Spis serii i odcinków
| Sezony | Sezony | Odcinki     | Emisja oryginalna    | Emisja oryginalna |
| Sezony | Sezony | Odcinki     | Premiera sezonu      | Finał sezonu      |
| ------ | ------ | ----------- | -------------------- | ----------------- |
|        | 1      | 1–45 (45)   | 17 października 2011 | 16 grudnia 2011   |
|        | 2      | 46–81 (35)  | 12 listopada 2012    | 28 grudnia 2012   |
|        | 3      | 81–115 (35) | 28 października 2013 | 13 grudnia 2013   |